# ویژنیتسه (ناحیه هاولیتشکوف برود)
ویژنیتسه (به چکی: Věžnice) یک منطقهٔ مسکونی در جمهوری چک است که در ناحیه هاولیتشکوف برود واقع شده‌است. ویژنیتسه ۱۳٫۸۶ کیلومتر مربع مساحت و ۴۱۵ نفر جمعیت دارد و ۴۴۵ متر بالاتر از سطح دریا واقع شده‌است.